# سیارک ۱۲۱۷۳
سیارک ۱۲۱۷۳ (به انگلیسی: 12173 Lansbergen، نامگذاری:3135T-3) دوازده هزار و صد و هفتاد و سومین سیارک کشف شده‌است که در ۱۶ اکتبر ۱۹۷۷ کشف شد.
قدر مطلق سیارک برابر ۲۱.۴ است.